# Hassan Abbas Zaki
 (avril 2017).
Si vous disposez d'ouvrages ou d'articles de référence ou si vous connaissez des sites web de qualité traitant du thème abordé ici, merci de compléter l'article en donnant les références utiles à sa vérifiabilité et en les liant à la section « Notes et références ».
Hassan Abbas Zaki, né à Port-Saïd le 2 janvier 1917, est un économiste et homme politique égyptien. 
Il a notamment été ministre égyptien de l'Économie et de l'Approvisionnement de 1958 à 1962 et ministre de l'Économie et du Commerce de 1965 à 1972,. Il exerce ensuite une fonction de conseiller aux Émirats arabes unis et occupe plusieurs positions dirigeantes dans le domaine bancaire.